# Erlach (Altomünster)
Erlach ist ein Gemeindeteil von Altomünster im oberbayerischen Landkreis Dachau. Am 1. Mai 1978 kam die Einöde Erlach als Ortsteil von Pipinsried zu Altomünster.
Der Ort wird erstmals 1429 als „Prant Erlach“ in der Bedeutung Brandrodung im Erlenwald genannt.